# Maximiliano Gómez (calciatore 1996)
Maximiliano Gómez González, meglio noto come Maxi Gómez (Paysandú, 14 agosto 1996), è un calciatore uruguaiano, attaccante del Defensor Sporting.

## Caratteristiche tecniche
È un centravanti molto forte fisicamente dalla corporatura robusta, bravo sia di piede che nel gioco aereo. Buon finalizzatore possiede inoltre una buona abilità nel difendere la palla e nel fare salire la squadra.

## Carriera

### Club
Cresciuto calcisticamente nelle giovanili del Defensor Sporting, debutta in prima squadra nella Primera División uruguaiana il 4 ottobre 2015 nella partita giocata contro il Nacional. Il 16 ottobre seguente segna la sua prima rete da professionista contro il Montevideo Wanderers.
Il 26 giugno 2017 il club spagnolo del Celta Vigo ne ufficializza l'acquisto, stipulando un contratto quinquennale. Il 19 agosto seguente debutta nella Liga spagnola realizzando una doppietta all'esordio, nella partita interna persa 3-2 dai galiziani contro la Real Sociedad.
Il 14 luglio 2019 viene ceduto al Valencia per circa 14,5 milioni di euro, in cambio di Santi Mina, firmando un contratto fino al giugno 2024, con clausola rescissoria del valore di 140 milioni di euro.

### Nazionale
Nel settembre 2017 viene convocato per la prima volta nella nazionale uruguaiana dal commissario tecnico Óscar Tabárez per le sfide di ottobre, valide alla qualificazione per i Mondiali 2018, contro il Venezuela e la Bolivia, tuttavia senza mai scendere in campo.
Debutta con la Celeste il 10 novembre seguente nell'amichevole giocata a Varsavia contro la Polonia, entrando al 74º al posto di Giorgian De Arrascaeta.
Viene convocato per i Mondiali 2018, in cui disputa 2 delle 5 gare della squadra eliminata ai quarti dalla Francia; tra queste ha disputato proprio la gara contro i transalpini, mentre prima aveva giocato pochi minuti contro la Russia.
Viene convocato per la Copa América 2019, dove tuttavia non riesce a debuttare.

## Statistiche

### Presenze e reti nei club
Statistiche aggiornate al 10 luglio 2023.
| Stagione                 | Squadra                  | Campionato               | Campionato | Campionato | Coppe nazionali | Coppe nazionali | Coppe nazionali | Coppe continentali | Coppe continentali | Coppe continentali | Altre coppe | Altre coppe | Altre coppe | Totale | Totale |
| Stagione                 | Squadra                  | Comp                     | Pres       | Reti       | Comp            | Pres            | Reti            | Comp               | Pres               | Reti               | Comp        | Pres        | Reti        | Pres   | Reti   |
| ------------------------ | ------------------------ | ------------------------ | ---------- | ---------- | --------------- | --------------- | --------------- | ------------------ | ------------------ | ------------------ | ----------- | ----------- | ----------- | ------ | ------ |
| 2015                     | Defensor                 | PD                       | 21         | 14         | -               | -               | -               | CS                 | 4                  | 0                  | -           | -           | -           | 25     | 14     |
| 2016                     | Defensor                 | PD                       | 14         | 4          | -               | -               | -               | -                  | -                  | -                  | -           | -           | -           | 14     | 4      |
| 2017                     | Defensor                 | PD                       | 12         | 10         | -               | -               | -               | CS                 | 1                  | 1                  | -           | -           | -           | 13     | 11     |
| Totale Defensor Sporting | Totale Defensor Sporting | Totale Defensor Sporting | 47         | 28         |                 | -               | -               |                    | 5                  | 1                  |             | -           | -           | 52     | 29     |
| 2017-2018                | Celta Vigo               | PD                       | 36         | 17         | CR              | 3               | 0               | -                  | -                  | -                  | -           | -           | -           | 39     | 18     |
| 2018-2019                | Celta Vigo               | PD                       | 35         | 13         | CR              | 1               | 0               | -                  | -                  | -                  | -           | -           | -           | 36     | 13     |
| Totale Celta Vigo        | Totale Celta Vigo        | Totale Celta Vigo        | 71         | 31         |                 | 4               | 0               |                    | -                  | -                  |             | -           | -           | 75     | 31     |
| 2019-2020                | Valencia                 | PD                       | 33         | 10         | CR              | 3               | 1               | UCL                | 6                  | 0                  | SS          | 1           | 0           | 43     | 11     |
| 2020-2021                | Valencia                 | PD                       | 31         | 7          | CR              | 0               | 0               | -                  | -                  | -                  | -           | -           | -           | 31     | 7      |
| 2021-2022                | Valencia                 | PD                       | 29         | 5          | CR              | 3               | 0               | -                  | -                  | -                  | -           | -           | -           | 32     | 5      |
| lug.-ago.2022            | Valencia                 | PD                       | 3          | 0          | CR              | 0               | 0               | -                  | -                  | -                  | -           | -           | -           | 3      | 0      |
| Totale Valencia          | Totale Valencia          | Totale Valencia          | 96         | 22         |                 | 6               | 1               |                    | 6                  | 0                  |             | 1           | 0           | 109    | 22     |
| 2022-2023                | Trabzonspor              | SL                       | 26         | 5          | TK              | 3               | 1               | UEL+UECL           | 3+2                | 1+0                | ST          | -           | -           | 34     | 7      |
| ago. 2023                | Trabzonspor              | SL                       | 1          | 0          | TK              | 0               | 0               | -                  | -                  | -                  | -           | -           | -           | 1      | 0      |
| Totale Trabzonspor       | Totale Trabzonspor       | Totale Trabzonspor       | 27         | 5          |                 | 3               | 1               |                    | 5                  | 1                  |             | -           | -           | 35     | 7      |
| 2023-2024                | Cadice                   | PD                       | 31         | 0          | CR              | 2               | 0               | -                  | -                  | -                  | -           | -           | -           | 33     | 0      |
| Totale carriera          | Totale carriera          | Totale carriera          | 272        | 85         |                 | 15              | 2               |                    | 16                 | 2                  |             | 1           | 0           | 304    | 89     |

### Cronologia presenze e reti in nazionale
| Cronologia completa delle presenze e delle reti in nazionale ― Uruguay | Cronologia completa delle presenze e delle reti in nazionale ― Uruguay | Cronologia completa delle presenze e delle reti in nazionale ― Uruguay | Cronologia completa delle presenze e delle reti in nazionale ― Uruguay | Cronologia completa delle presenze e delle reti in nazionale ― Uruguay | Cronologia completa delle presenze e delle reti in nazionale ― Uruguay | Cronologia completa delle presenze e delle reti in nazionale ― Uruguay | Cronologia completa delle presenze e delle reti in nazionale ― Uruguay |
| Data                                                                   | Città                                                                  | In casa                                                                | Risultato                                                              | Ospiti                                                                 | Competizione                                                           | Reti                                                                   | Note                                                                   |
| ---------------------------------------------------------------------- | ---------------------------------------------------------------------- | ---------------------------------------------------------------------- | ---------------------------------------------------------------------- | ---------------------------------------------------------------------- | ---------------------------------------------------------------------- | ---------------------------------------------------------------------- | ---------------------------------------------------------------------- |
| 10-11-2017                                                             | Varsavia                                                               | Polonia                                                                | 0 – 0                                                                  | Uruguay                                                                | Amichevole                                                             | -                                                                      | 74’                                                                    |
| 14-11-2017                                                             | Vienna                                                                 | Austria                                                                | 2 – 1                                                                  | Uruguay                                                                | Amichevole                                                             | -                                                                      | 75’                                                                    |
| 23-3-2018                                                              | Nanning                                                                | Uruguay                                                                | 2 – 0                                                                  | Rep. Ceca                                                              | Amichevole                                                             | -                                                                      | 79’                                                                    |
| 26-3-2018                                                              | Nanning                                                                | Galles                                                                 | 0 – 1                                                                  | Uruguay                                                                | Amichevole                                                             | -                                                                      | 89’                                                                    |
| 8-6-2018                                                               | Montevideo                                                             | Uruguay                                                                | 3 – 0                                                                  | Uzbekistan                                                             | Amichevole                                                             | -                                                                      | 73’                                                                    |
| 25-6-2018                                                              | Samara                                                                 | Uruguay                                                                | 3 – 0                                                                  | Russia                                                                 | Mondiali 2018 - 1º turno                                               | -                                                                      | 90+3’                                                                  |
| 6-7-2018                                                               | Nižnij Novgorod                                                        | Uruguay                                                                | 0 – 2                                                                  | Francia                                                                | Mondiali 2018 - Quarti di finale                                       | -                                                                      | 59’                                                                    |
| 12-10-2018                                                             | Seul                                                                   | Corea del Sud                                                          | 2 – 1                                                                  | Uruguay                                                                | Amichevole                                                             | -                                                                      | 62’                                                                    |
| 16-10-2018                                                             | Saitama                                                                | Giappone                                                               | 4 – 3                                                                  | Uruguay                                                                | Amichevole                                                             | -                                                                      | 77’ 85’                                                                |
| 22-3-2019                                                              | Nanning                                                                | Uruguay                                                                | 3 – 0                                                                  | Uzbekistan                                                             | Amichevole                                                             | -                                                                      | 83’                                                                    |
| 25-3-2019                                                              | Nanning                                                                | Thailandia                                                             | 0 – 4                                                                  | Uruguay                                                                | Amichevole                                                             | 1                                                                      | 60’                                                                    |
| 7-6-2019                                                               | Montevideo                                                             | Uruguay                                                                | 3 – 0                                                                  | Panama                                                                 | Amichevole                                                             | 1                                                                      | 63’                                                                    |
| 7-9-2019                                                               | San José                                                               | Costa Rica                                                             | 1 – 2                                                                  | Uruguay                                                                | Amichevole                                                             | -                                                                      | 62’                                                                    |
| 10-9-2019                                                              | Saint Louis                                                            | Stati Uniti                                                            | 1 – 1                                                                  | Uruguay                                                                | Amichevole                                                             | -                                                                      | 87’                                                                    |
| 12-10-2019                                                             | Montevideo                                                             | Uruguay                                                                | 1 – 0                                                                  | Perù                                                                   | Amichevole                                                             | -                                                                      |                                                                        |
| 15-10-2019                                                             | Lima                                                                   | Perù                                                                   | 1 – 1                                                                  | Uruguay                                                                | Amichevole                                                             | -                                                                      | 34’                                                                    |
| 15-11-2019                                                             | Budapest                                                               | Ungheria                                                               | 1 – 2                                                                  | Uruguay                                                                | Amichevole                                                             | -                                                                      | 46’                                                                    |
| 8-10-2020                                                              | Montevideo                                                             | Uruguay                                                                | 2 – 1                                                                  | Cile                                                                   | Qual. Mondiali 2022                                                    | 1                                                                      | 87’ 90+3’                                                              |
| 13-10-2020                                                             | Quito                                                                  | Ecuador                                                                | 4 – 2                                                                  | Uruguay                                                                | Qual. Mondiali 2022                                                    | -                                                                      | 89’                                                                    |
| 24-6-2021                                                              | Cuiabá                                                                 | Bolivia                                                                | 0 – 2                                                                  | Uruguay                                                                | Coppa America 2021 - 1º turno                                          | -                                                                      | 88’                                                                    |
| 2-9-2021                                                               | Lima                                                                   | Perù                                                                   | 1 – 1                                                                  | Uruguay                                                                | Qual. Mondiali 2022                                                    | -                                                                      | 71’                                                                    |
| 9-9-2021                                                               | Montevideo                                                             | Uruguay                                                                | 1 – 0                                                                  | Ecuador                                                                | Qual. Mondiali 2022                                                    | -                                                                      | 80’                                                                    |
| 24-3-2022                                                              | Montevideo                                                             | Uruguay                                                                | 1 – 0                                                                  | Perù                                                                   | Qual. Mondiali 2022                                                    | -                                                                      | 67’                                                                    |
| 29-3-2022                                                              | Santiago del Cile                                                      | Cile                                                                   | 0 – 2                                                                  | Uruguay                                                                | Qual. Mondiali 2022                                                    | -                                                                      | 84’                                                                    |
| 2-6-2022                                                               | Glendale                                                               | Messico                                                                | 0 – 3                                                                  | Uruguay                                                                | Amichevole                                                             | -                                                                      | 78’                                                                    |
| 5-6-2022                                                               | Kansas City                                                            | Stati Uniti                                                            | 0 – 0                                                                  | Uruguay                                                                | Amichevole                                                             | -                                                                      | 61’                                                                    |
| 11-6-2022                                                              | Montevideo                                                             | Uruguay                                                                | 5 – 0                                                                  | Panama                                                                 | Amichevole                                                             | 1                                                                      | 62’                                                                    |
| 28-11-2022                                                             | Lusail                                                                 | Portogallo                                                             | 2 – 0                                                                  | Uruguay                                                                | Mondiali 2022 - 1º turno                                               | -                                                                      | 72’                                                                    |
| 2-12-2022                                                              | Al Wakrah                                                              | Ghana                                                                  | 0 – 2                                                                  | Uruguay                                                                | Mondiali 2022 - 1º turno                                               | -                                                                      | 80’                                                                    |
| 24-3-2023                                                              | Tokyo                                                                  | Giappone                                                               | 1 – 1                                                                  | Uruguay                                                                | Amichevole                                                             | -                                                                      | 84’                                                                    |
| 28-3-2023                                                              | Seul                                                                   | Corea del Sud                                                          | 1 – 2                                                                  | Uruguay                                                                | Amichevole                                                             | -                                                                      | 61’                                                                    |
| 8-9-2023                                                               | Montevideo                                                             | Uruguay                                                                | 3 – 1                                                                  | Cile                                                                   | Qual. Mondiali 2026                                                    | -                                                                      | 73’                                                                    |
| Totale                                                                 |                                                                        | Presenze                                                               | 32                                                                     |                                                                        | Reti                                                                   | 4                                                                      |                                                                        |